# アンゼロット
アンゼロットは、日本のテーブルトークRPG『ナイトウィザード』シリーズ、『セブン＝フォートレス』シリーズ、および読者参加企画『超女王様伝説 セント★プリンセス』に登場する架空の人物。
ゲームの舞台である第八世界ファー・ジ・アース（現代地球）や第三世界エル＝ネイシアを護る亜神「守護者」である。『主八界の神々』も参照。

## 『ナイトウィザード』におけるアンゼロット

### 人物像
異界から侵入し地球上で人知れず暗躍している魔物「侵魔（エミュレイター）」と、侵魔から地球を守るべく戦い続ける特殊能力者「ウィザード」。アンゼロットはこの戦いにおいてウィザード側を守護している女神である。外見年齢はわずか14歳であるが、年齢以上の落ち着きを感じさせるたおやかな口調で話す。服装の趣味も上品で貴族的な雰囲気が強い。趣味は紅茶を嗜むこと。後述の『超女王様伝説 セント★プリンセス』では競馬が趣味だったが、『ナイトウィザード』ではその事に触れられていないため、現在も趣味であるかは不明。ラジオドラマではネトゲに没頭していた。
彼女は女神として絶大な魔力を秘めているが、その力を直接振るう事はより上位の神から禁じられている。そのため、彼女は普段は異空間にあるアンゼロット城から人間界を監視しており、何か大きな事件の種を察知したら、それを未然に防ぐべく、「ロンギヌス」という直轄の部下であるウィザードたちに指令を下す。アンゼロットは世界を救うためであれば多少の犠牲は辞さない鉄の精神を持つ指導者でもあるため、ロンギヌスへ下される指令の中には、エミュレイターに捕らえられた人質をあえて見捨てることや、邪神の魂を宿して転生してしまった者を覚醒する前に暗殺することなど、苦いものとなる場合がしばしばある。
また、アンゼロットは稀にロンギヌス以外の在野のウィザードたちに世界を救う使命を下すことがある。アンゼロット曰く「事件を解決するには運命によって対応された特定のウィザードが立ち向かわなくてはならない」ということであり、世界破滅級の大きな事件に対してもたった1人の弱小ウィザードに解決の使命を与えることがある。アンゼロットから使命が下されるということは、世界を救う救世主として選ばれたという名誉を授かることでもある。だが指名されたウィザードの中には「運命とやらの都合で理不尽な使命を下され、死の危険と隣り合わせの絶望的な状況に放り込まれる」ことにはとても承服できないという者も多数いる。しかし使命を拒否しようと思っても、アンゼロットはありとあらゆる手段を使ってそのウィザードに使命を承服させようとする（任務を依頼する際に口にする「これからする私のお願いに『はい』か『イエス』で答えて下さい」というセリフはその象徴と言える）。その際は自らストーキングを行ったり、借金を押し付けたりして（リプレイ『蒼穹のエンゲージ』の雨宮砕のケース）、脅迫や恫喝などを続けるのが定番である。
アンゼロットはサディスティックな性格を持つため、選ばれたウィザードが理不尽な運命に翻弄される様子をまるで楽しんでいるかのようなそぶりを見せることがある。このことから、アンゼロットは高みから世界を見守る守護女神であると同時に、理不尽な使命を下しに降臨してくる疫病神としてもウィザードたちに認識されており、安藤来栖や漣のようにロンギヌスを脱隊して野に下ってしまうウィザードもいる。
上述のように上品な雰囲気を持つ人物であるが、性格は傍若無人かつ露悪的なところがしばしば見られる。プレイヤーキャラクターとして登場したリプレイ『愚者の楽園』では、急を告げに来たロンギヌスに（冗談とはいえ）「死ね!」と言ったり、執事からたしなめられているにもかかわらず音を立てて紅茶をすすったりする場面があり、執事からは「プライベートでは本当にダメ」とまで言われている。ウィザードに任務を依頼する際には相手に紅茶を薦めるが、『黒き星の皇子』の一件もありウィザードが飲む事はまずない。逆に『愚者の楽園』では自分に出されたお茶に「何も入っていませんよね？」と怯えていた。

### 性格の変遷
『ナイトウィザード』の1stエディションが発売された頃のアンゼロットはあくまでウィザードたちを見守る女神にすぎず、疫病神としての側面は全くないキャラクターであった。
しかし、『ナイトウィザード』の立ち上げ期にシナリオライターとして参加した田中天が、コンベンション用のシナリオでアンゼロットに疫病神的な側面をつけて演出したことが菊池たけしの目に止まり

、菊池がGMを務めたリプレイ『黒き星の皇子』でアンゼロットは「レベルの低い柊蓮司でないとこの事件は解決できないと運命で決まっている」と言って柊のレベルをわざわざ下げるという理不尽極まりない仕打ちを行うこととなる。この事件によって、多くの読者に「アンゼロットに目をつけられることは疫病神に取り憑かれるのと同じ」という印象を強く植えつけることになった。以降も、神の使徒でありながら「ガッデム」と神への呪詛の言葉をシナリオで吐き捨てたり、リプレイ『白き陽の御子』で「中坊戦隊ジャスティスV」なる組織を結成するなどの奇矯な言動で、アンゼロットの「イイ性格」っぷりはエスカレートしていく。
さらにアンゼロットのキャラクター像を大きく変貌させた要因として、声優の小暮英麻の存在がある。小暮はF.E.A.R.が制作・配信するインターネットラジオ番組「ナイトウィザード通信（現『ふぃあ通』）」内のミニドラマでアンゼロット役を担当しているのだが、その中でアンゼロットを丁寧な口調で話すが実は腹黒いサディストとして演じたのである。小暮の演じるアンゼロットのイメージは、後のリプレイやシナリオでのアンゼロット像の変貌を加速させる役割を成した。
2007年に放映されたテレビアニメ『ナイトウィザード The ANIMATION』でも、小暮はアンゼロット役を演じている。

### TRPGのキャラクターとして
アンゼロットはプレイヤーキャラクターを支援する立場のノンプレイヤーキャラクターとしてルールブックで紹介されている公式キャラクターである。
リプレイでも、『愚者の楽園』では小暮が演じるPCとして登場した。また『合わせ鏡の神子』では、NPCとして登場したアンゼロットを、別キャラクターのプレイヤーとして参加していた小暮が演じる（乗っ取る）場面がある。その際GMも引き続きアンゼロットを演じたため「アンゼロットとアンゼロットが会話している」ということになり、柊蓮司（のプレイヤーである矢野俊策）が「なんでふたりいるんだよっ!?」とツッコミを入れた。以後も小暮がプレイヤーとして参加しているセッションでは同様の現象が頻繁に発生している。
以下は『愚者の楽園』におけるアンゼロットのデータである。
- 性別：女
- 年齢：14歳（外見）
- クラス：使徒
- ワークス：守護者
- ふたつ名：真昼の月
- 属性
  - 第一属性：天
  - 第二属性：水
- 出身：不明
- ライフパス
  - 世界の守護者、君子危うきに近寄らず
- 性格：かつては陰気だったが、今はひねくれている

## 『超女王様伝説 セント★プリンセス』におけるアンゼロット

### 人物像
アンゼロットは、『ナイトウィザード』以前に菊池たけしが企画した読者参加ゲーム『超女王様伝説 セント★プリンセス』(1993 - 1994)が初出作品である。同作は「第三世界エル＝ネイシア」を舞台としており、ナイトウィザードの舞台である「第八世界ファー・ジ・アース」とは主八界に属する並行世界の1つという関係である。
第三世界でのアンゼロットは「月女王」と呼ばれる夜を司る女神であり、もう1人の女神「陽女王」イクスィムと共に世界を守護していた。そこに地神（主八界における八大神の一柱で第三世界を管理）が第三の守護者として「星王神」エルンシャという男性神を送り込んだ際、2人の女神はともにエルンシャと恋に落ち、世界の管理を放棄してしまった。激怒した地神はエルンシャを砕いて破片から守護天使である聖姫（セント★プリンセス）を生み出した。女神達も神としての力を封印され「超女王」として降臨し、世界を直接統治することになった。
しかし、二人の超女王は「世界中の聖姫を全て集めればエルンシャを復活できる」と信じ、地上の住人たち（「下僕」と呼ばれる）に命令して聖姫の奪い合いを始め、地上世界はアンゼロット陣営の下僕とイクスィム陣営の下僕たちが聖姫を巡って闘いあう地獄絵図と化す。そしてこの混乱に乗じ、古代神エルヴィデンスと彼女に従う闇姫達が策動を開始。「九姫争乱」と呼ばれる大戦争に発展した。最終的にアンゼロットとイクスィムは手を取り合い、自らの命を犠牲に第三の超女王セフィスを生み出し、2人は死亡した。
『超女王様伝説 セント★プリンセス』におけるアンゼロットは黒髪の妖艶な美女であり、露出度の高いボンデージの服に鞭を持つという典型的な女王様を体現したキャラクターとして描かれていた。「陽」のイクスィムと対立するキャラとして「陰」のイメージがアンゼロットには強く出ており、実績本位で失敗を許さない冷酷な性格となっている。外見や性格設定からまるで悪の首領のような印象を受けるキャラであったが、決して悪人ではなく、自分に仕えるものには慈愛をもって接する面がある（逆にイクスィムは、表面上は母性と慈愛に満ちたブロンド美人だが、内面は割と腹黒く情報戦で敵を霍乱するというキャラであった）。

### 第八世界への転生
死後、アンゼロットの魂は幻夢神（主八界における八大神の一柱で第八世界を管理）に拾われ、第八世界の守護者として復活することになった。これが『ナイトウィザード』におけるアンゼロットである。幻夢神は第八世界を維持するため「夢を見る」ことに力のほとんどを費しており、自ら守護者を作り出す余裕が無かったため、異世界で既に守護者の力を持っていたアンゼロットを抜擢したのである。なお、イクスィムも同様に裏界の魔王ルー＝サイファーに魂を拾われて侵魔となったが、アンゼロットとウィザード達に倒され、魂はアンゼロットと同化した。

## 『セブン＝フォートレス』におけるアンゼロット
「マジカル・ウォーフェア」終息後に発生した「第二次古代神戦争」に於いて、第三世界の実質的な統治者である宰相セルヴィ・エンデが古代神エルヴィデンスの転生体であり、第三世界が冥界に飲まれようとしている事を知ったアンゼロットは、地神に願い出て再び第三世界へ守護者として帰還した。しかしセルヴィの勢力を打破するには至らず膠着状態となり、当初の見込みに反して長期戦を余儀なくされている。
第八世界には赤羽くれはを代行として残しているが、ここにも冥刻王メイオルティスが襲来しており、冥魔を敵視するルー＝サイファーやベール＝ゼファーら有力な裏界の魔王の暗黙の協力によって被害は比較的軽微に抑えられているものの、アンゼロット不在の期間が長くなるにつれウィザード達の不安・不満が増しつつある。

## 関連文献
- ナイトウィザード ISBN 4-7577-0855-6
- ナイトウィザードシナリオ集 オーバーナイト ISBN 978-4-7577-3640-5
- ナイトウィザードファンブック パワー・オブ・ラブ ISBN 4-7577-2617-1
- ナイトウィザード The 2nd Edition ISBN 978-4-7577-3758-7
- ナイトウィザード The 2nd Edition ファンブック オペレーション・ケイオス ISBN 978-4-7577-4676-3
- セブン＝フォートレス V3 リプレイ 黒き星の皇子 ISBN 4-7577-1875-6
- セブン＝フォートレス メビウス ワールドガイド エル＝ネイシア ISBN 978-4-7577-4299-4
- セブン＝フォートレス メビウス リプレイ シェローティアの空砦 (1) 惨劇の冥魔王 ISBN 978-4-7577-5046-3